# Pimelimyia natalensis
Pimelimyia natalensis är en tvåvingeart som först beskrevs av Charles Howard Curran 1927.  Pimelimyia natalensis ingår i släktet Pimelimyia och familjen parasitflugor. Inga underarter finns listade i Catalogue of Life.